# 長草天神社
長草天神社（ながくさてんじんしゃ）は、愛知県大府市にある神社である。

## 歴史
知多郡英比ノ荘の地頭、藤田民部は、1494年（明応3年）に家人たちに長草の地の開墾を命じ、同時に民部の邸内に祀られていた菅原道真を、同年6月19日に産土神として迎えたのが長草天神社の起源とされる。明治5年に村社、明治40年10月20日に神饌幣帛供進神社に列格される。

## 例祭
長草天神社の例祭は、創建された明応3年から明治43年まで、旧暦の正月25日に行われていたが、現在は2月25日の直前日曜日に行われる。例祭には『どぶろく祭り』が行われる。

## どぶろく祭り
長草天神社どぶろく祭りは、例祭に行われる祭礼で、大府市指定有形民俗文化財となっている
。

どぶろく祭りの歴史は、1494年（明応3年）に地頭が寄進した供田の収穫米でどぶろくを醸造して神前に供え、その後例祭にて御神酒を氏子や参拝客に振舞ったのが始まりとされる（藤田民部が寄進した供田一反歩（約990m2））。
寛文5年（1665年）に時勢に従い醸造を休止した。
ところが、村内で伝染病や悪疫が流行した為、1668年（寛文8年）にどぶろくの醸造が再開され、現在に至っている。この再開は当時の地頭名府士官、市村伝兵衛尉勝行の主唱とされている。
どぶろくの醸造は、長草地区で6組に分かれている酒元組がどぶろくの醸造を輪番して、境内の酒造所で1月上旬から醸造が行われる。例祭の当日は、午前中に神前での式典が行われ、式典が終わると神官や役員が飲酒し、続いて氏子の接待となる。午後になって一般の参拝客にも振舞われる。
酒の好きな空想上の動物「猩々」が境内を練り歩くほか、投げ餅なども行われる。
午後5時ごろ、翌年当番の組にどぶろく作りの道具が引き渡される『トウワタシ』の儀式が行われ、例祭は終了する。

## 交通
- JR東海東海道本線共和駅